# 4 mitades
4 mitades (título original: Quattro metà) es una película italiana de 2022 dirigida por Alessio Maria Federici, escrita por Martino Coli y protagonizada por Matilde Gioli, Giuseppe Maggio, Ilenia Pastorelli y Matteo Martari.

## Reparto
- Matilde Gioli
- Giuseppe Maggio
- Matteo Martari
- Tommaso Basili como Alberto
- Ilenia Pastorelli
- Soraia Tavares
- Elmano Sancho
- Mauro Hermínio
- Luís Filipe Eusébio
- Cristiano Piacenti